# Federico IV de Núremberg
Federico IV de Núremberg (en alemán: Friedrich IV. von Nürnberg) (1287-19 de mayo de 1332) de la casa de Hohenzollern fue burgrave de Núremberg de 1300 a 1332. Era el hijo menor del burgrave Federico III de su segundo matrimonio con la princesa Elena de Ascania, hija del duque Alberto I de Sajonia.

## Vida

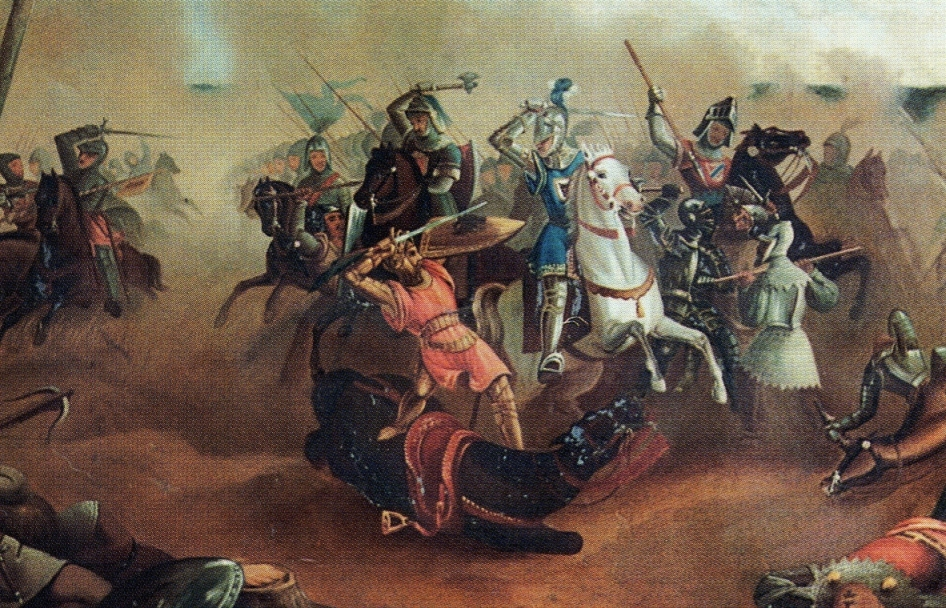
batalla de Mühldorf

Ascendió al burgraviato de Núremberg tras el fallecimiento de su hermano mayor Juan I en 1300. En 1307, él y el rey Alberto I de Alemania dirigieron al Ejército imperial en la batalla de Lucka contra los margraves de Wettin Federico I de Meissen y Dietrich IV de Lusacia, siendo derrotados. Tuvo más fortuna junto a Luis el Bávaro, de la casa de Wittelsbach en la batalla de Mühldorf el 28 de septiembre de 1322, capturando a Federico el Hermoso, de la casa de Habsburgo. 
En 1331 compró la ciudad de Ansbach, núcleo del posterior principado de Ansbach establecido en 1398. Un año más tarde murió, y fue sucedido por su hijo, Juan II.

## Familia e hijos
Se casó antes del 2 de agosto de 1307 con Margarita de Görz-Tirol, nieta del duque Meinhard de Carintia. Sus hijos eran:
1. Juan II, burgrave de Núremberg (c. 1309-1357).
2. Conrado III de Núremberg (fall. 1334).
3. Federico (fall. 1365), obispo de Ratisbona en 1340-1365.
4. Alberto (fall. 1361); su hija Ana de Núremberg se casó Swantibor III, duque de Pomerania.
5. Berthold (1320-1365, Willibaldsburg), obispo de Eichstädt en 1354-1365, canciller de Carlos IV, Emperador del Sacro Imperio Romano Germánico.
6. Elena (fall. después de 1374), casada con:
  1. c. 1321 conde Otón V de Orlamünde;
  2. 1341/46 Conde Enrique VII, conde de Schwarzburgo-Blankenburg.
7. Ana (fall. después de 1340), casada con Ulrico I de Leuchtenberg.
8. Margarita (fall. después del 13 de noviembre de 1382), casada en 1332 con Adolfo I, conde de Nassau-Wiesbaden-Idstein.
9. Inés (fall. después de 1363), casada con:
  1. en 1336 Bertoldo V de Neuffen, conde de Marstetten y Graisbach;
  2. ca. 1343 Albrecht II de Werdenberg y Heiligenberg.
10. Katharina (fall. después del 11 de marzo de 1373), se casó en 1338 con Eberhard de Wertheim.